# Karina Couzemenco
Karina Couzemenco (24 de octubre de 1976) es una deportista brasileña que compitió en taekwondo. Ganó una medalla de bronce en el Campeonato Panamericano de Taekwondo de 1998 en la categoría de –65 kg.

## Palmarés internacional
| Campeonato Panamericano | Campeonato Panamericano | Campeonato Panamericano | Campeonato Panamericano |
| Año                     | Lugar                   | Medalla                 | Categoría               |
| ----------------------- | ----------------------- | ----------------------- | ----------------------- |
| 1998                    | Lima (Perú)             | Medalla de bronce       | –65 kg                  |